# 弗里肯河
弗里肯河（俄語：Река Фрикена）或逢坂川（日语：／）是萨哈林州霍尔姆斯克区的河流，长14公里，流域面积40平方公里，在距河口半公里处注入奇皮安河。